# Ferrassières
Ferrassières är en kommun i departementet Drôme i regionen Auvergne-Rhône-Alpes i sydöstra Frankrike. Kommunen ligger i kantonen Séderon som tillhör arrondissementet Nyons. År 2022 hade Ferrassières 123 invånare.

## Befolkningsutveckling
Antalet invånare i kommunen Ferrassières
Referens:INSEE